# Septorioza selera

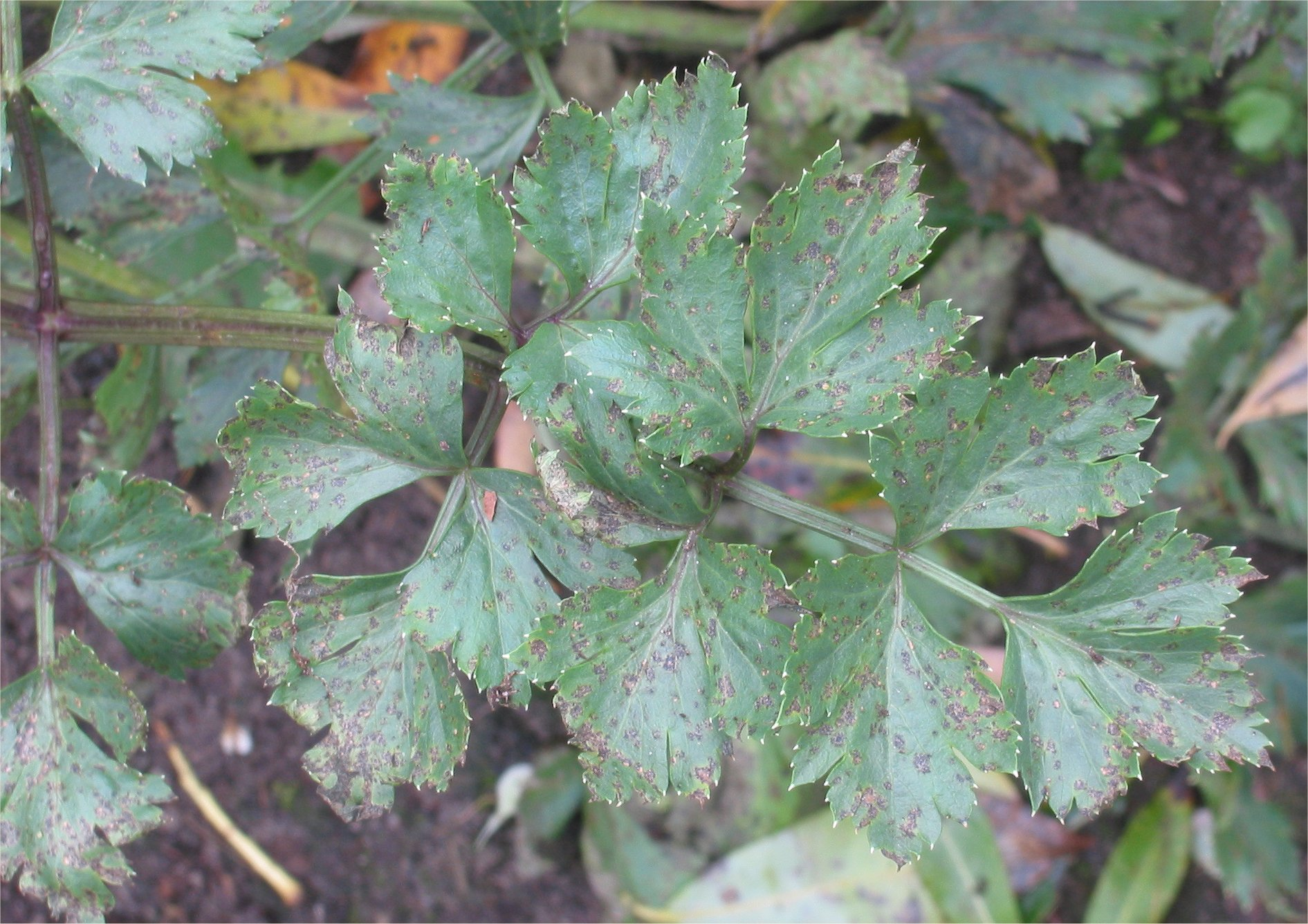
Objawy septoriozy selera na liściu

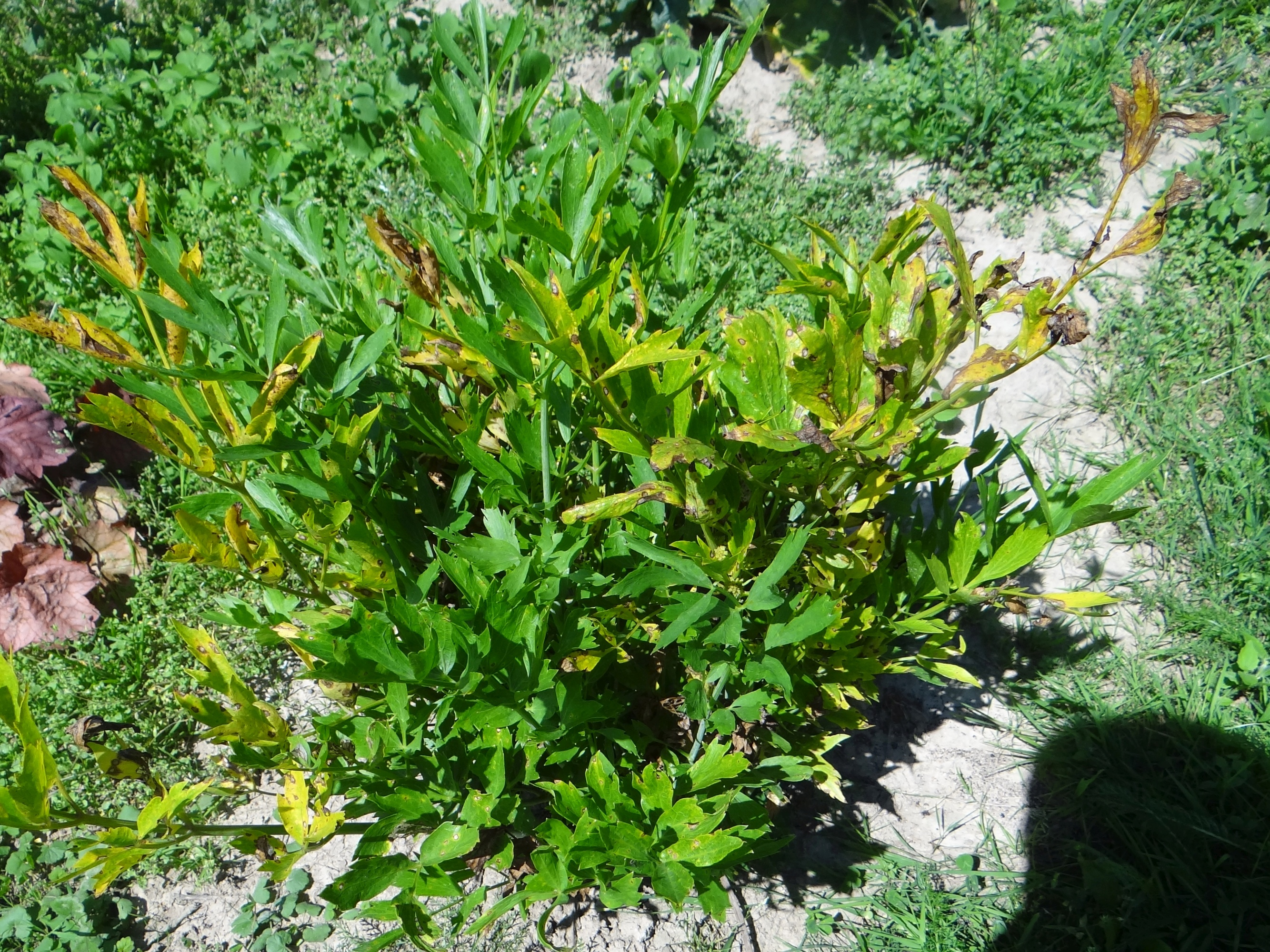

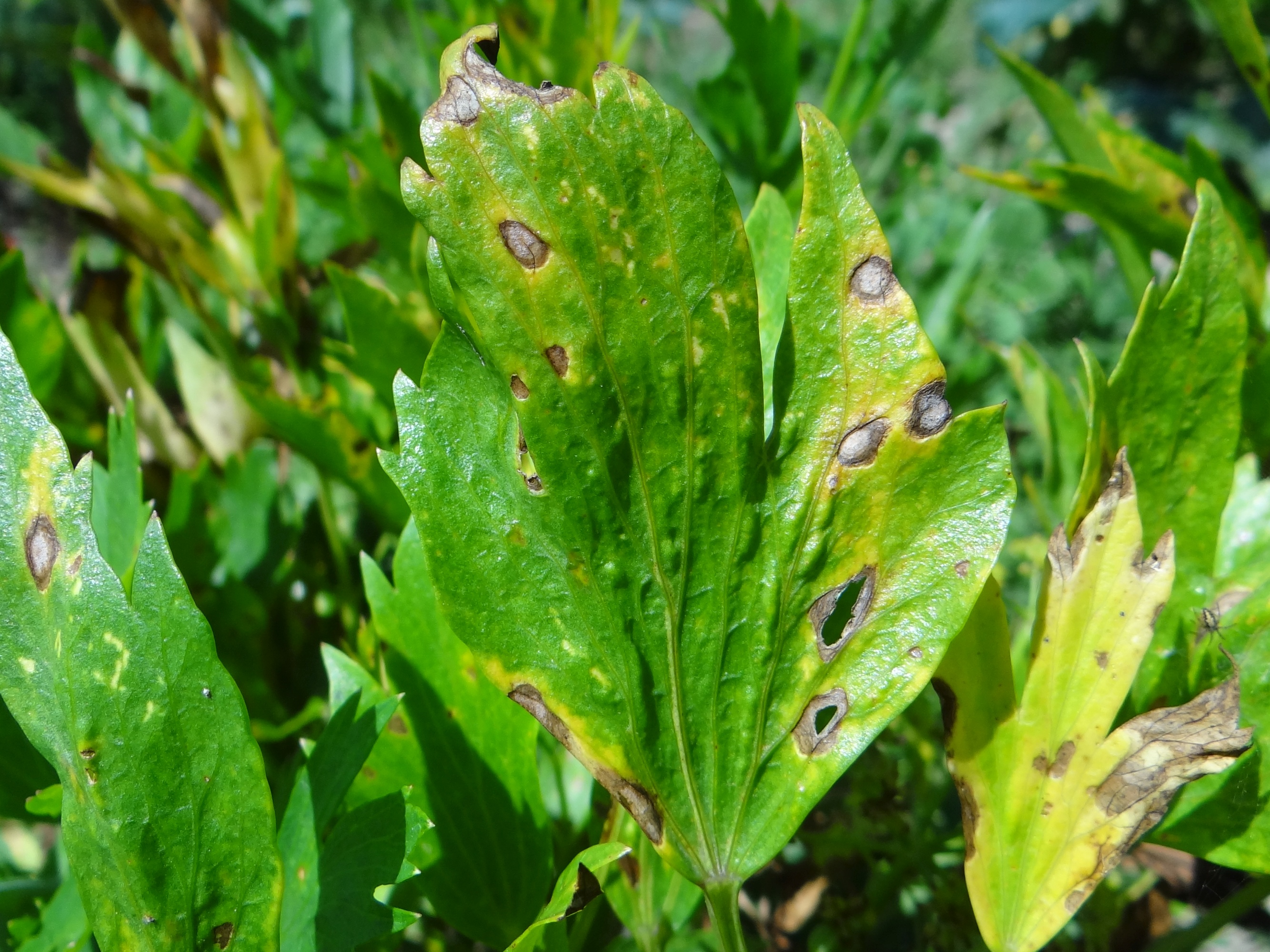

Septorioza selera – grzybowa choroba selera wywołana przez gatunek Septoria apiicola. Należy do grupy septorioz. Jest najważniejszą chorobą selerów i powszechnie występuje we wszystkich rejonach uprawy selera, zarówno na plantacjach selerów korzeniowych i naciowych, jak i na plantacjach nasiennych.

## Objawy
Pierwsze objawy pojawiają się już na liścieniach siewki. Mają postać drobnych, brunatnych plamek o średnicy 1-3 mm. Znajdują się w nich pyknidia, pod lupą widoczne jako drobne, czarne punkciki. Podczas wzrostu rośliny takie plamki pojawiają się w coraz większej liczbie na blaszkach liściowych, a czasami także na ogonkach. Na plantacjach nasiennych choroba poraża także pędy i nasiona. Na plamkach występują pyknidia, a tkanki w obrębie plamek ulegają nekrozie. Liście żółkną, zwijają się i opadają.

## Epidemiologia
Patogen zimuje na pozostawionych w glebie resztkach selerów, oraz na ich nasionach. Może w ten sposób przetrwać 2 lata. Wiosną jego  zarodniki konidialne dokonują infekcji pierwotnej. W sezonie wegetacyjnym konidia powstające w pyknidiach na porażonych roślinach rozprzestrzeniają chorobę. Roznoszone są przez krople deszczu, oraz mechanicznie podczas prac pielęgnacyjnych. W obecności wody kiełkują, wnikając do tkanek rośliny. Rozwojowi choroby, podobnie jak większości chorób grzybowych sprzyja pogoda ciepła i wilgotna. Optymalna dla konidiogenezy temperatura wynosi 20 °C, ale konidia tworzone są także w mniejszym nasileniu w temperaturze 5-30 °C.
Badania naukowe wykazały, że patogen może w glebie zachować żywotność przez 18 miesięcy na zakopanych w ziemi resztkach selera, ale mniej niż 6 tygodni gdy znajduje się w nietkniętej tkance gospodarza. Żywotność patogenu w zakażonych nasionach może spaść do 2% w ciągu 8 miesięcy od zbiorów. Zarówno jego grzybnia, jak i zarodniki mogą w przechowywanych nasionach żyć do 14 miesięcy, ale nie dłużej niż 2 lata.

## Ochrona
Bardzo ważne jest zapobiegania chorobie przez niszczenie źródeł pierwotnych zakażeń. W tym celu należy zbierać z pola i niszczyć resztki roślin po zbiorze oraz wykonywać starannie prace polowe (głęboka orka jesienna i in.). Ważny jest płodozmian; na polu na którym pojawiła się choroba nie należy przez 2 lata uprawiać selerów. Nasiona do siewu powinny pochodzić z plantacji zdrowej, nie porażonej przez septoriozę. Należy je ponadto zaprawiać zaprawami nasiennymi. Nie powinno się podlewać roślin pod koniec dnia (aby zdążyły szybko obeschnąć). Zaraz po pojawieniu się pierwszych objawów choroby opryskuje się selery fungicydami ditiokarbaminianowymi i tiokarbamylowymi co 7-10 dni, a rozsadę co 7-14 dni. Środki stosuje się przemiennie, można też używać środków pochodzenia naturalnego.
Większość selerów korzeniowych i naciowych jest podatna na septoriozę. Częściową odporność wykazują np. odmiany 'Edward', 'Gol', 'Makar'.